# Якушкин, Евгений Евгеньевич
Евгений Евгеньевич Яку́шкин (старший) (19 [31] декабря 1859 — 19 августа 1930) — педагог, историк, преподаватель московских гимназий, директор 7-й московской гимназии. После смерти отца хранитель архива Якушкиных, публикатор и комментатор многих документов декабристов.

## Биография
Младший сын Евгения Ивановича Якушкина и Елены Густавовны урождённой Кнорринг (1826—1873). Внук декабриста.
Закончил Ярославскую гимназию, где дружил с С. Д. Урусовым. Поступил в Московский Университет в 1880 году. Как сообщает М. В. Сабашников, Евгений Евгеньевич вошёл в студенческую компанию, прозванную «Скворцами» по имени хозяина номеров на углу Моховой и Воздвиженки, Скворцова, где жили некоторые из них. В эту компанию входили кроме двух братьев Якушкиных (Е. Е. и Вячеслава Евгеньевича): три брата — Н. В., А. В. и С. В. Сперанские, три брата — Н. Н., Е. Н. и В. Н. Щепкины, М. Н. Сперанский, А. Е. Грузинский, М. К. Любавский, А. С. Белкин, С. Д. Урусов, В. Ф. Наумов и Ф. В. Татаринов.
В 1886 году окончил историко-филологический факультет Московского университета. Преподавал древние языки на Высших женских курсах и в различных средних учебных заведениях. Был домашним учителем Михаила и Сергея Сабашниковых. Евгений Евгеньевич очень сблизился со своими учениками и впоследствии, начиная с 1889 года, на протяжении ряда лет проводил с семьёй лето в имении Сабашниковых Костино в окрестностях Петушков. Там ему был выделен флигель, получивший название «якушкинского». В нём он перевёл с немецкого книгу Р. Гильденбрандта «О преподавании родного языка в школе, национальном воспитании и образовании вообще», изданную в 1902 г. в издательстве М. и С. Сабашниковых.
Позднее директор и инспектор 7-й московской гимназии.
С 10 июля 1919 по 1 марта 1921 работал в Румянцевском музее и заведовал в нём отделом этнографии.

### Вклад в историю декабристского движения
После смерти отца, Е. И. Якушкина, Евгений Евгеньевич стал хранителем богатейшего якушкинского архива.
В Советское время входил в Комиссию по изданию архивных материалов к юбилею декабристов Центроархива РСФСР, был заместителем председателя секции изучения декабристов и их времени Всесоюзного общества политкаторжан и ссыльнопоселенцев. Готовил к печати письма протоиерея Петра Мысловского, в декабре 1925 года на заседании Московской секции по изучению декабристов и их времени и в Государственном Историческом музее прочитал доклад «Священник Мысловский и декабристы». Письма и доклад опубликованы не были. Опубликовал ряд документов, связанных с историей декабристского движения (см. список публикаций). В 1925 году опубликовал первое без цензурных изъятий издание записок своего деда.
Подготовил по материалам семейного архива обширную монографию «Декабристы на поселении», которую высоко ценила известный специалист по декабристам М. В. Нечкина:

Исключительной ценности материал о сибирском периоде собран в книге «Декабристы на поселении» из архива Якушкиных, приготовленный к печати и комментированный внуком декабриста Е. Якушкиным (изд. М. и С. Сабашниковых, 1926), он содержит интереснейшее большое письмо Е. И. Якушкина к жене из Сибири в 1855 г., где описываются встречи с декабристами, обширную переписку декабристов (письма Волконского, Пущина, Вадковского, Оболенского, Басаргина, Якушкина, Бобрищева-Пушкина) и тетрадку петрашевца Ф. Г. Толя с записями рассказов декабристов. Эти документы важны не только для историка сибирского периода жизни декабристов, но и для каждого исследователя их эпохи в целом: там есть сведения о восстании 14 декабря, о Пестеле, Лукине, Сперанском, Аракчееве, Пушкине. Комментарий такого знатока, как Е. Е. Якушкин незаменим. К сборнику приложено краткое описание архива Якушкиных, выполненное С. В. Бахрушиным.

## Семья

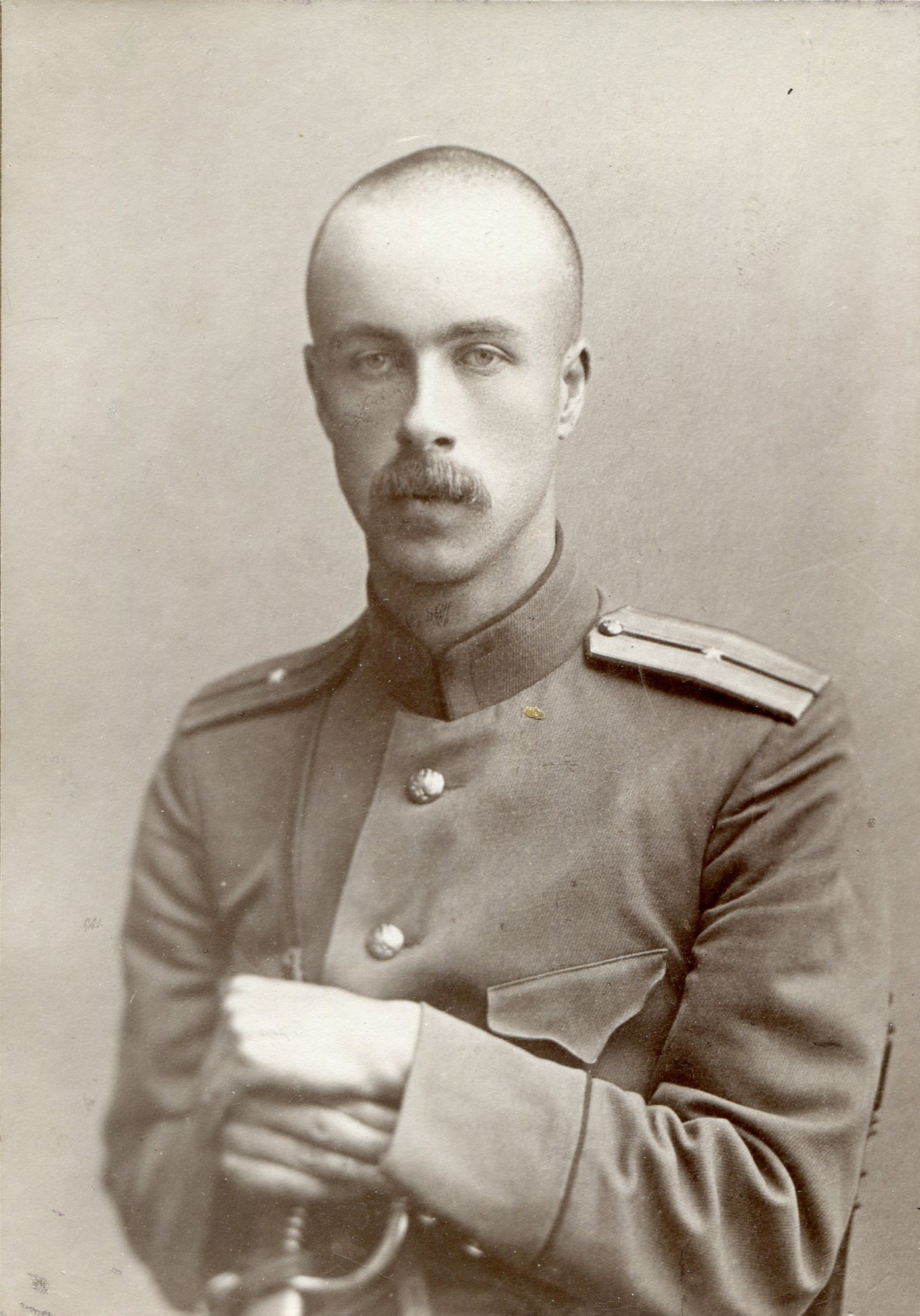
Прапорщик Володя Якушкин, Первая мировая

- Жена — Евгения Павловна урождённая Косминкова, сестра Екатерины Павловны Косминковой, проектировщицы, устроительницы и позднее главного врача больницы в Суткове, имении Сабашниковых на берегу Днепра[13].
  - Сын — Вячеслав Евгеньевич, младший, (домашнее имя — Веча) (1887—1920), по крайней мере до марта 1919 был редактором газеты «Южное слово» в Николаеве[14]. Вся семья, Вячеслав, его жена Александра Фёдоровна урождённая Эрн (дочь Ф. А. Эрна) и их сын Володя уже были на пароходе и готовились к эвакуации, но маленький Володя ушиб колено, и Якушкины сошли на берег, чтобы показать мальчика хирургу. Вячеслава арестовали и расстреляли большевики[15]. После смерти матери Владимир (1917—1995) воспитывался в семье своего деда, Е. Е. Якушкина.
  - Сын — Владимир Евгеньевич (?—11.05.1915), умер после тяжёлого ранения в госпитале № 4 Общины Св. Георгия в Полоцке. Тело перевезено в Москву. Похоронен на Братском кладбище, могила не сохранилась[15][16].
  - Сын — Павел Евгеньевич, автор дневника о работе во Временном правительстве[17], в 1919 году переехал в Жуково Смоленской губернии (родовое имение Якушкиных, где крестьяне были освобождены вместе с землёй его дедом Е. И. Якушкиным ещё до реформы), там мир наделил Павла землёй, жильём и семенным материалом. Умер от туберкулёза там же[15][18].
  - Сын — Евгений Евгеньевич, младший (домашнее имя — Геня[15]) (1901—1961), у него сын от первого брака — Игнат (1925 г. р.) и дочь от последнего — Елена.